# Ford 1937
El Ford 1937 fue un automóvil fabricado por la Ford Motor Company en Estados Unidos en el año 1937.

## Historia
Este modelo de Ford fue una versión mejorada del Ford 48, al que se le realizaron cambios importantes en el motor Ford V-8, para mejorar la potencia, el valor con que salió al mercado del automóvil era de 850 (dólares). Se le hicieron reformas cosméticas, dándole mayor redondez a las partes del capó, colocándole rejillas de ventilación lateral y haciendo de la parrilla o (frente de entrada de aire para el radiador) un formato en V.

### Años 1938 - 1939 y 1940
En los años de la depresión económica de Estados Unidos, este vehículo que se comenzó a fabricar en el año 1937, va sufriendo arreglos en su imagen, manteniendo la mecánica en general, salvo algunas innovaciones en el freno y la iluminación. El modelo de Ford que se fabricó en el 1938, aparece en el mercado de ese año con una parrilla o frente modificado, donde se le da forma de corazón, en el año 1939 se vuelve a cambiar el formato de la parrilla achicando su formato y colocándola en la parte media inferior, en este año se le mejoraron los frenos, saliendo por primera vez los frenos hidráulicos, los faros se hacen en unidades selladas, además se mejora el motor con innovaciones en el carburador, en el año 1940 nuevamente se hacen arreglos cosméticos, se le aplican brazos hidráulicos a la tapa del motor (capó).

## Galería de imágenes

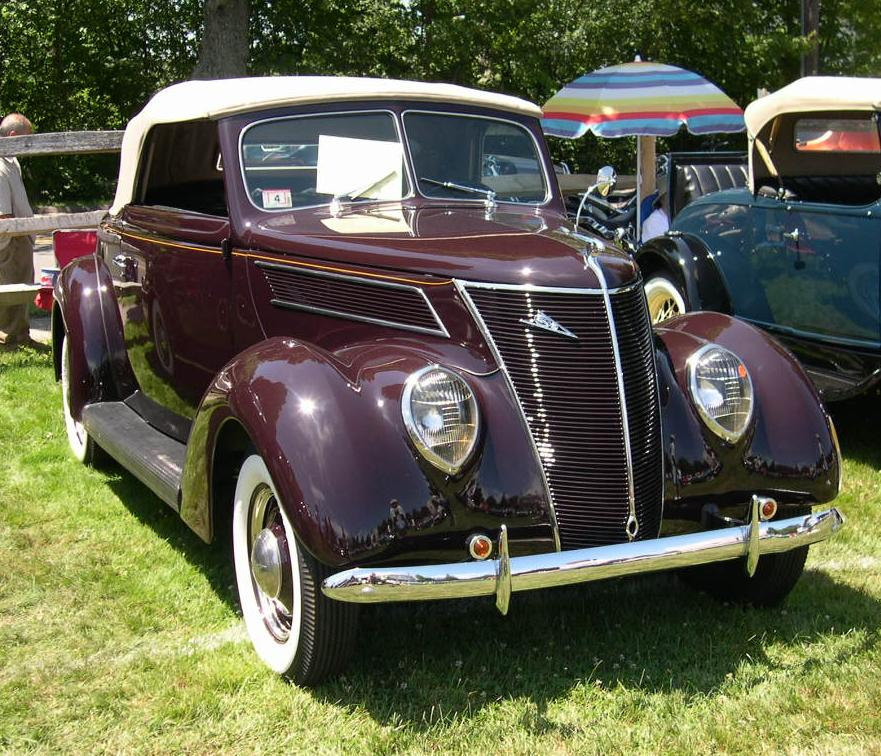
Ford 1937 Cabriolet
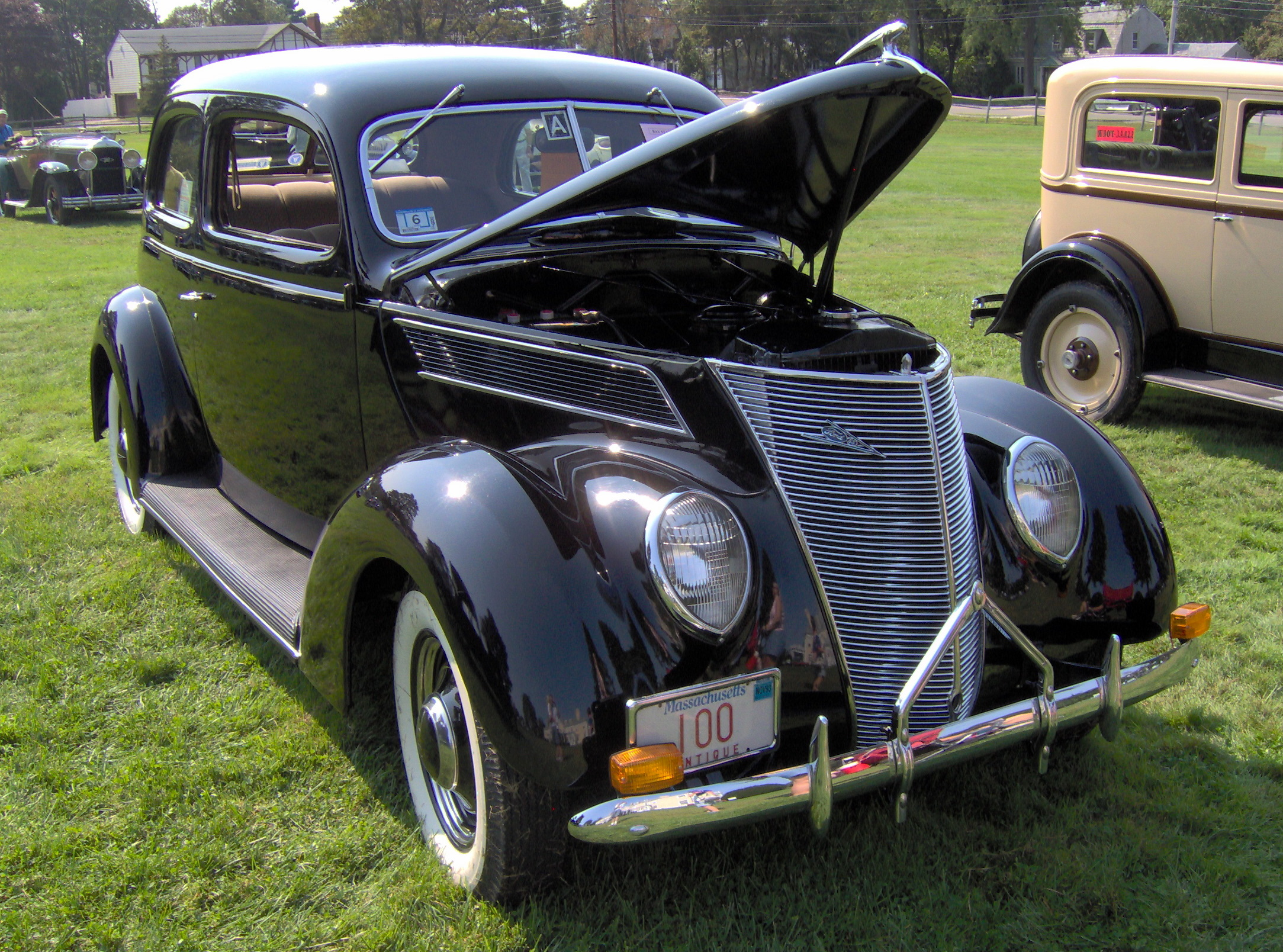
Ford 1937 Cupé
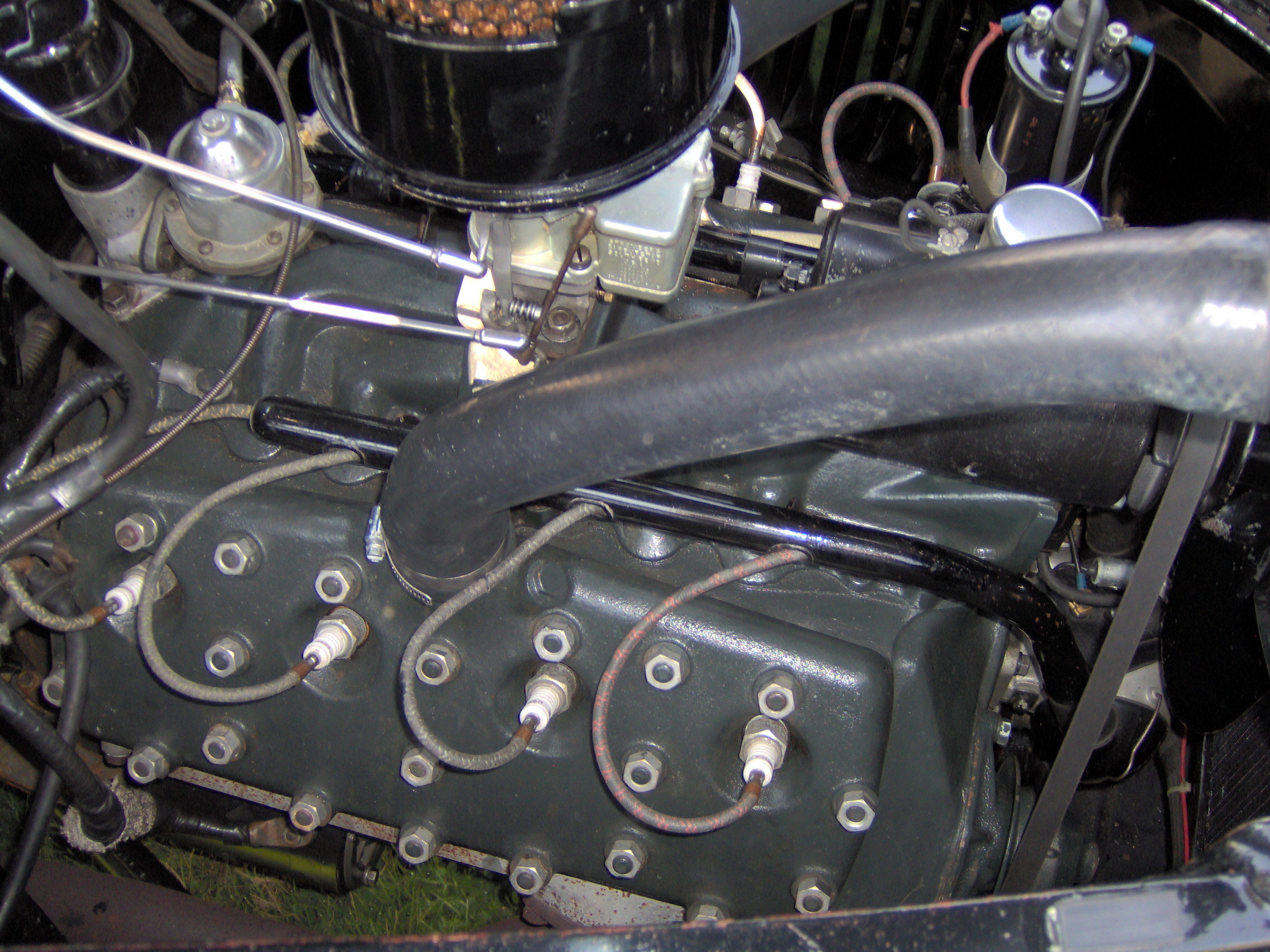
Motor Ford V-8 1937
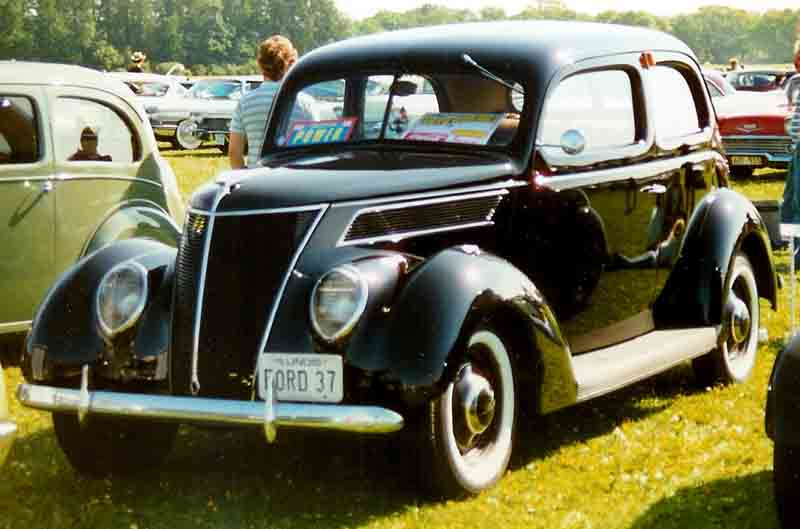
Ford 1937 Tudor sedan de lujo
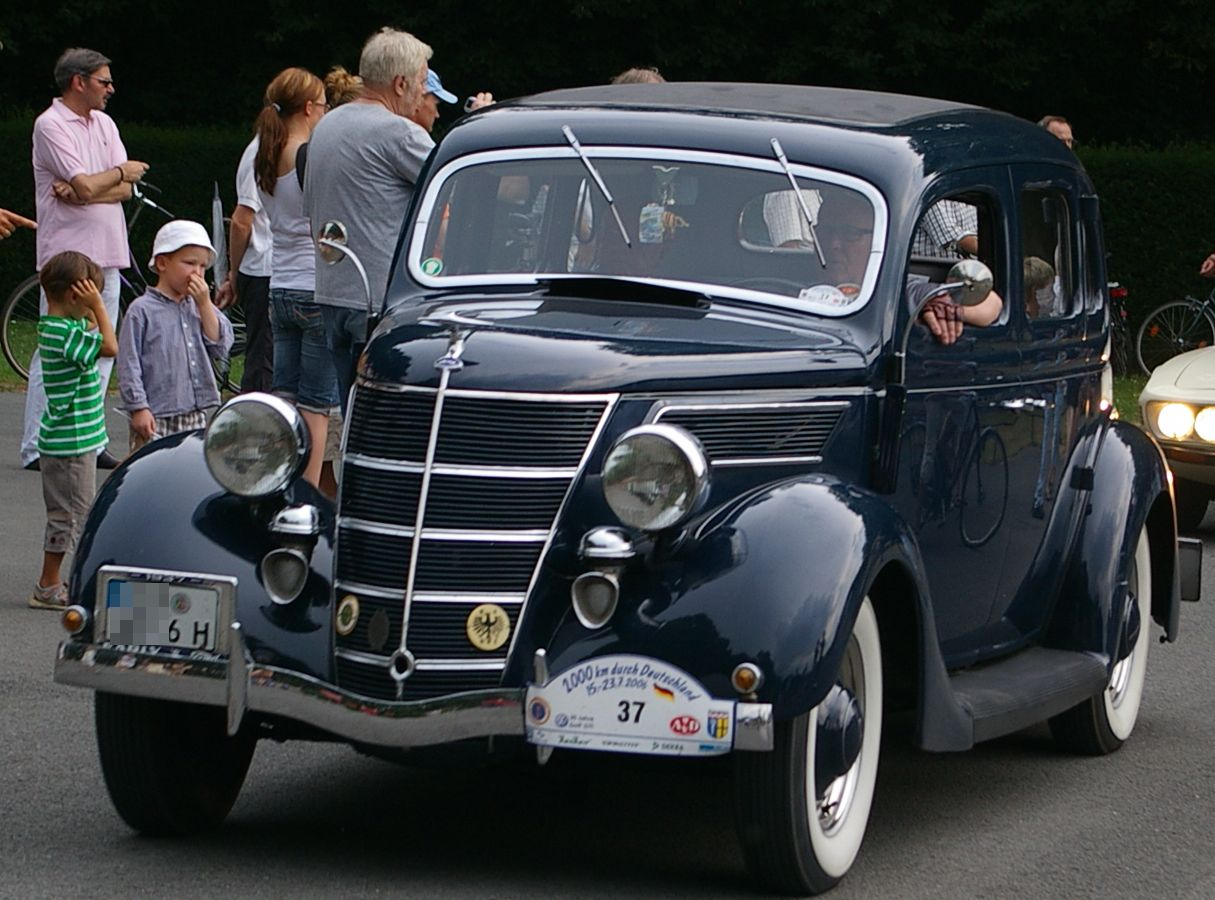
Ford 1937 convertible sedan 4 puertas
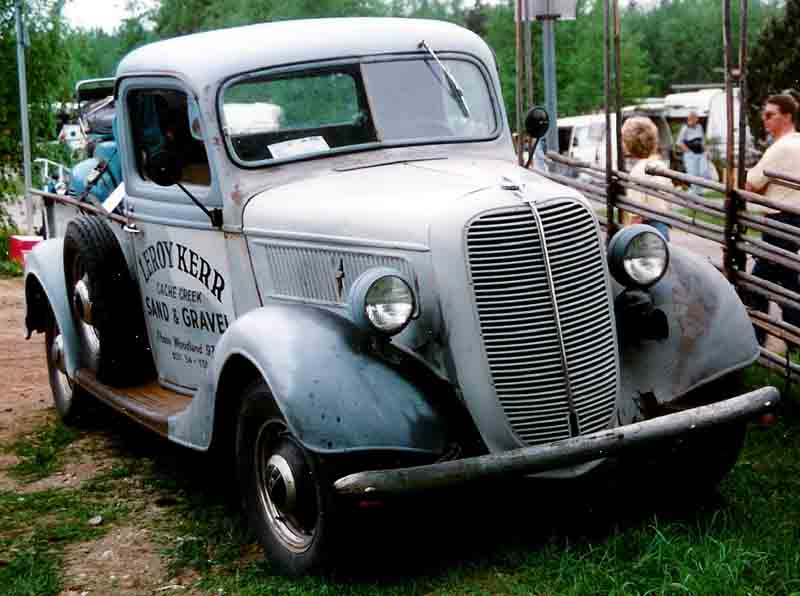
Ford 1937 camioneta
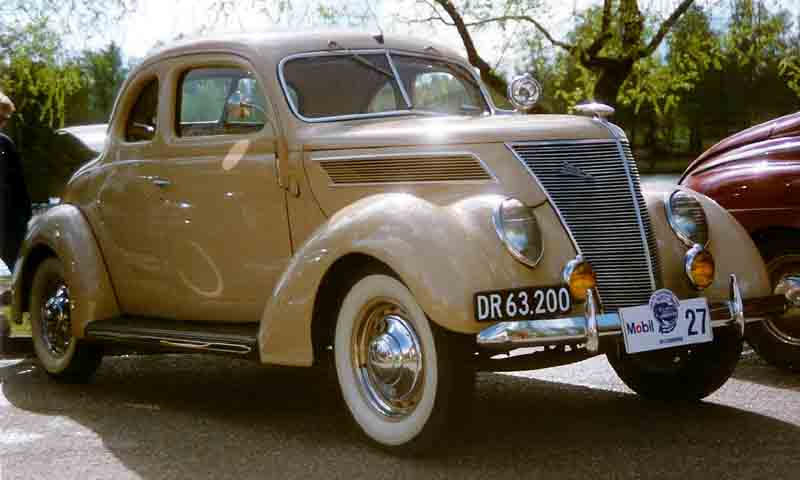
Ford 1937 cupé
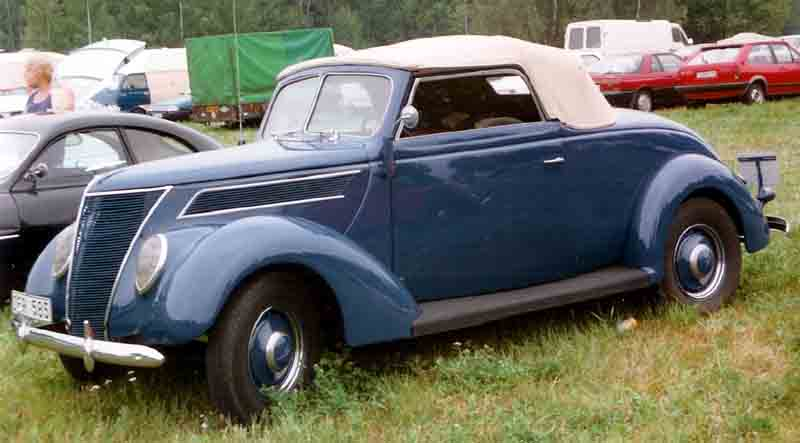
Ford 1937 Convertible
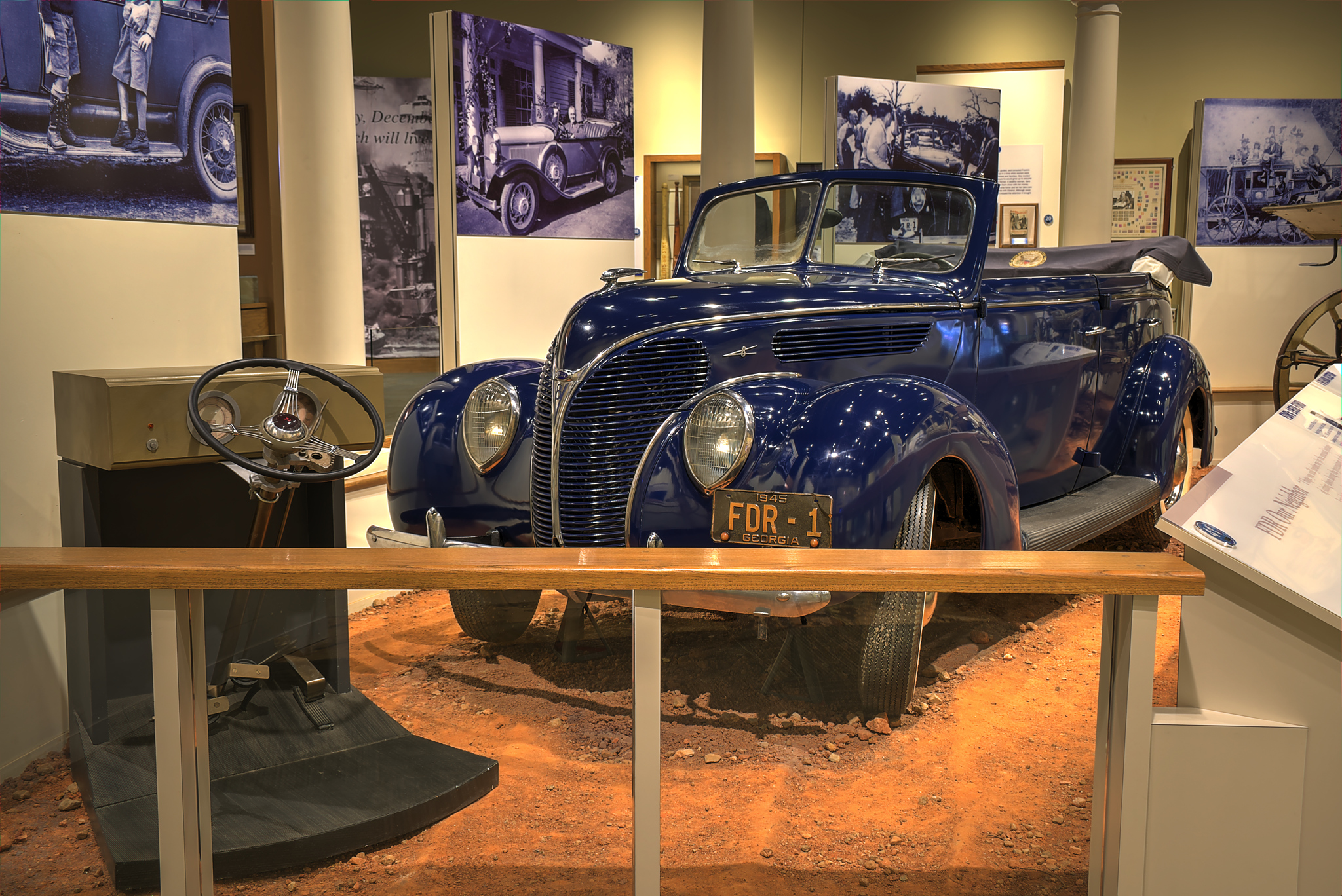
Ford 1938 convertible
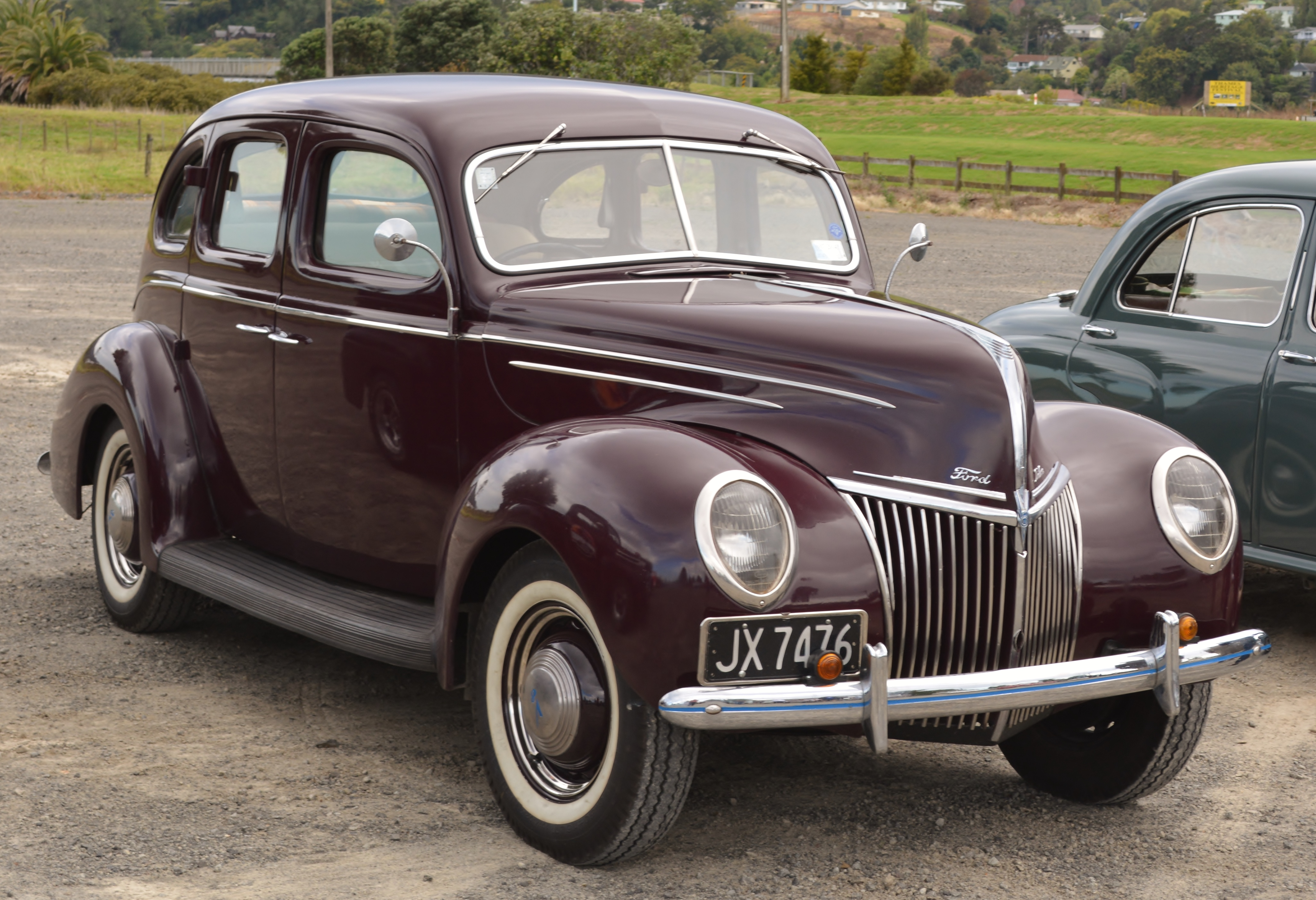
Ford 1939 Fordor sedan
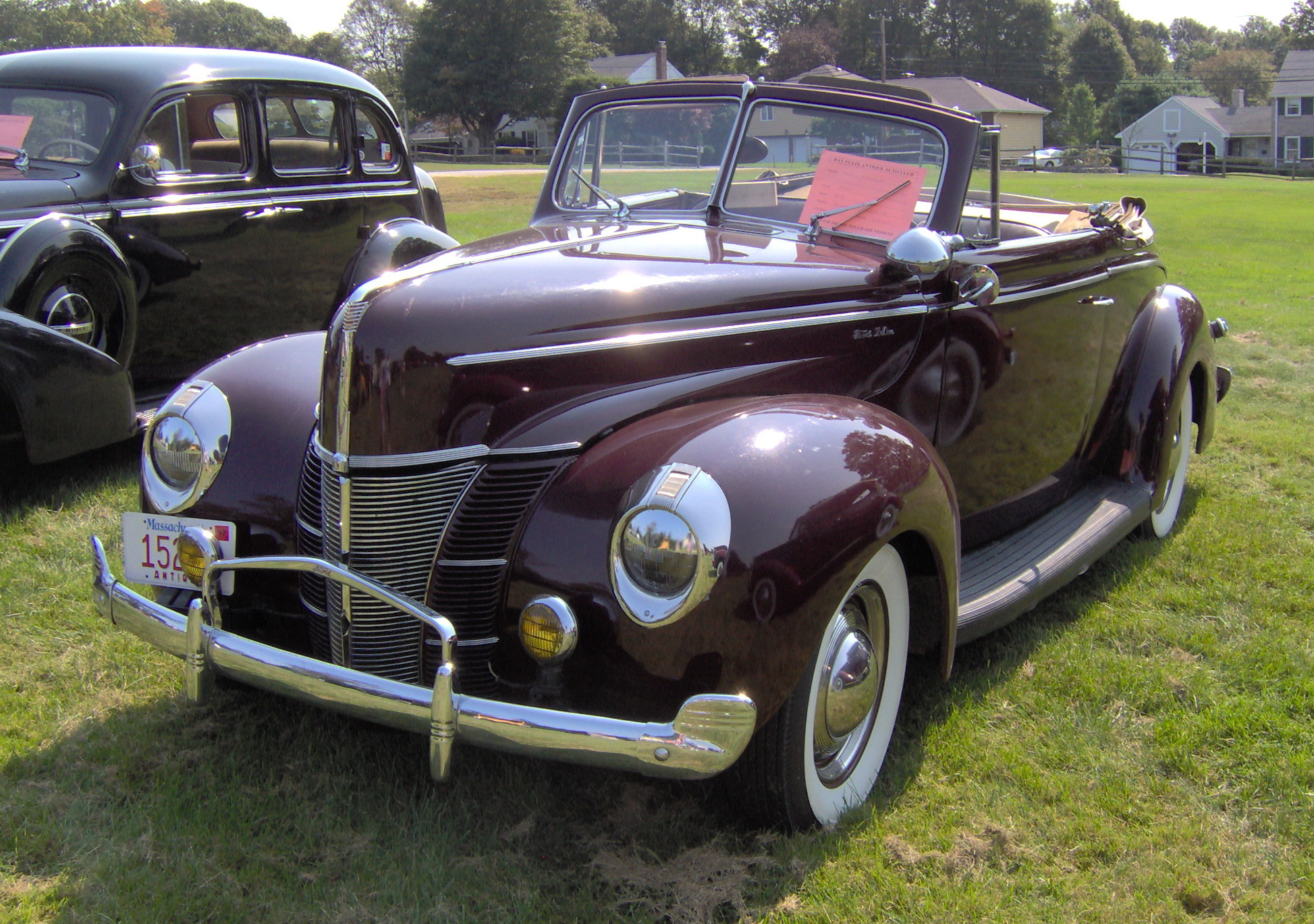
Ford 1940 convertible
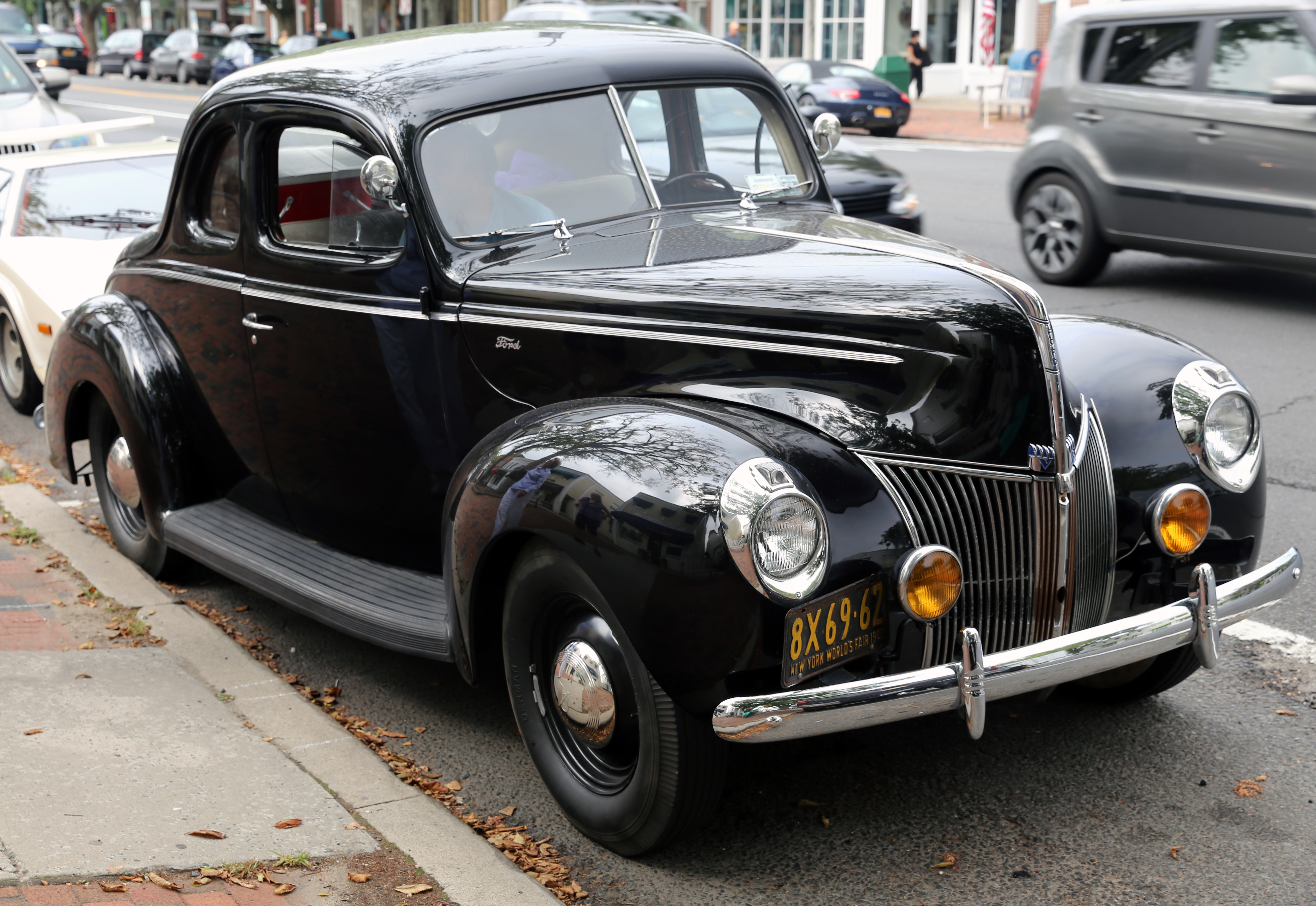
Ford 1940 cupé